# Blommersia angolafa
Espèce
Statut de conservation UICN

 LC  : Préoccupation mineure
Blommersia angolafa est une espèce d'amphibiens de la famille des Mantellidae.

## Répartition et habitat
Cette espèce est endémique de Madagascar. Elle se rencontre entre 90 et 508 m d'altitude dans les parcs et réserves d'Ambatovaky, de Betampona, de Masoala et de Zahamena. Il vit dans les forêts tropicales humides contenant des palmiers du genre Dypsis.

## Description
Cette espèce mesure de 17 à 21 mm. Elle est associée avec les palmiers Dypsis hovomantsina, Dypsis lastelliana et Dypsis tsaravoasira pour sa reproduction.

## Étymologie
Son épithète spécifique, du malgache angolafa ou angolafao, nom vernaculaire utilisé par les Betsimisarakas pour désigner les espèces du genre Dypsis, lui a été donnée en référence à la relation très forte qui unit cette espèce à ces palmiers et notamment un abri dans le tapis de leurs feuilles mortes.

## Publication originale
- Andreone, Rosa, Noël, Crottini, Vences & Raxworthy, 2010 : Living within fallen palm leaves: the discovery of an unknown Blommersia (Mantellidae: Anura) reveals a new reproductive strategy in the amphibians of Madagascar. Naturwissenschaften, vol. 97, p. 525–543.